# イヴァン・モスクヴィン (官僚)
イヴァン・ミハイロヴィチ・モスクヴィン（ロシア語: Иван Михайлович Москвин、1890年1月28日 - 1937年11月27日）は、ロシアの革命家・ソビエト連邦の官僚。

## 生涯
1890年1月28日（ユリウス暦16日）、ロシア帝国トヴェリ県トヴェリで商店員の家庭に生まれた。ペテルブルク鉱業学院を中退して1911年からボリシェヴィキ党員となり、翌1912年から1914年まで党ペテルブルク委員会で活動し、繰り返し逮捕された。第一次世界大戦前には党中央委ロシア局員 (ru) でもあった。1917年には党ペトログラード市鉄道地区委を率い、十月革命時にはボロトノイ通りでの武装蜂起会議に参加している。1919年にはペトログラード市委およびペトログラード県執行委でも働いた。同年5月からは党県委部長、ペトログラード鉄道政治部会計・流通責任者を務め、1921年からペトログラード委部長、同年4月からはペトログラード県管理部部長、10月からは党県委組織部部長、1923年5月からは党中央委北西局組織部部長および副書記を歴任。1923年4月25日から1927年12月2日までは党中央委員候補であった。
1924年から1926年までは党中央委北西局書記および再度の組織部部長を務めた。ペトログラードではグリゴリー・ジノヴィエフに次ぐ党のナンバーツーとなったが、しかしモスクヴィンはヨシフ・スターリンの派閥に付いてジノヴィエフを攻撃する側に回っている。同年からモスクワに移り、3月25日から1930年1月5日まで党中央委組織・配分部部長を務めた。モスクワでニコライ・エジョフに気に入られたモスクヴィンはさらに出世コースを歩み、1927年12月19日から党中央委書記局員候補を1932年10月2日まで、中央委員および中央委組織局員を1934年1月26日まで務めた。1930年1月5日から11月14日までは、中央委行政・経済・労組人事配分部部長でもあった。同年11月からはエジョフによってソビエト連邦国民経済最高会議 (ru) 副議長および人事局局長に据えられ、1932年2月まで勤めている。同月から1935年までは連邦重工業人民委員部 (ru) 人事局局長、1934年2月11日から1937年6月28日までは連邦人民委員会議附属ソビエト統制委 (ru) メンバー（1935年から同委重工業グループ長）も歴任した。
同僚の言によればモスクヴィンは非常に勤勉実直で、酒も煙草もやらず、趣味もなく、下品な言葉も冗談も嫌う人間であったという。また、チェキストであるグレブ・ボキーの元妻とも結婚していた。しかし、モスクヴィンは1937年5月16日にフリーメイソンのロッジを組織して国家転覆を図った容疑で逮捕された。そして6月28日に統制委および党から除名され、7月13日にエジョフが署名した令状によって再逮捕され、11月27日に連邦最高裁軍事参議会によって死刑を宣告され、同日処刑された。その後、モスクヴィンは1956年7月に名誉回復が、10月に党籍回復がなされた。